# Quân Đồng minh xâm lược Đức Quốc xã
Cuộc hành quân xâm lược Đức Quốc xã của Quân Đồng minh được thực hiện bởi các nước phương Tây thuộc phe Đồng minh trong những ngày tháng cuối cùng tại Mặt trận Châu Âu trong Chiến tranh Thế giới 2. Để chuẩn bị cho cuộc hành quân xâm lược này, Quân Đồng minh đã tiến hành một loạt các cuộc tiến công nhằm đánh chiếm bờ Đông và Tây của sông Rhine: Chiến dịch Veritable và Chiến dịch Grenade diễn ra vào tháng 2 năm 1945, Chiến dịch Lumberjack và Chiến dịch Undertone diễn ra vào tháng 3 năm 1945, các hoạt động quân sự này không nằm trong cuộc hành quân xâm lược chính. Cuộc hành quân xâm lược chính thức bắt đầu khi quân Đồng minh tiến vào khu vực phía đông sông Rhine và bắt đầu vượt sông vào ngày 22 tháng 3 năm 1945 trước khi tản ra và tràn vào toàn bộ miền Tây nước Đức từ Baltic ở phía bắc cho đến Đèo Alps ở phía nam, nơi họ liên kết với các đơn vị của Tập đoàn quân 5 của Mỹ ở Ý. Kết hợp với việc đánh chiếm Berchtesgaden, bất kì hy vọng nào về việc giới lãnh đạo Đức Quốc xã tiếp tục cuộc chiến từ cái gọi là "Tái thiết quốc gia" hoặc trốn thoát qua dãy Alps đều bị dập tắt, ngay sau đó là sự đầu hàng vô điều kiện của Đức vào ngày 8 tháng 5 năm 1945. Đây được gọi là Chiến dịch Trung Âu trong lịch sử quân sự Hoa Kỳ. 
Đến đầu năm 1945, các sự kiện liên tiếp diễn ra ngày càng có lợi cho Lực lượng Viễn chinh Đồng minh ở châu Âu. Trên Mặt trận phía Tây, quân Đồng minh đã chiến đấu ở Đức với các chiến dịch chống lại Phòng tuyến Siegfried kể từ Trận Aachen, Trận Metz và Trận rừng Hürtgen vào cuối năm 1944 và đến tháng 1 năm 1945 đã đẩy quân Đức trở lại điểm xuất phát của họ trong Trận Bulge. Thất bại của cuộc tiến công trong Trận Bulge đã làm cạn kiệt nguồn dự trữ chiến lược của Đức, khiến Đức không thể chuẩn bị sẵn sàng để chống lại các chiến dịch cuối cùng của Đồng minh tại châu Âu. Những tổn thất ở vùng Rhine càng làm suy yếu quân đội Đức Quốc xã, để lại tàn dư vỡ vụn của các đơn vị để bảo vệ bờ đông sông Rhine. Vào ngày 7 tháng 3, quân Đồng minh đã chiếm giữ được cầu Ludendorff còn nguyên vẹn bắc qua sông Rhine tại Remagen, và đã thiết lập một đầu cầu lớn trên bờ đông của sông. Trong Chiến dịch Lumberjack, Chiến dịch Plunder và Chiến dịch Undertone vào tháng 3 năm 1945, thương vong của quân Đức trong giai đoạn từ tháng 2 đến tháng 3 năm 1945 ước tính khoảng 400.000 người, trong đó có 280.000 người bị bắt làm tù binh.
Ở Mặt trận phía Đông, Hồng quân Liên Xô (bao gồm cả Lực lượng Vũ trang Ba Lan ở phía Đông dưới sự chỉ huy của Liên Xô) cùng với cuộc tiến công của quân Đồng minh ở phía Tây, đã giải phóng phần lớn lãnh thổ Ba Lan, tiến vào Đông Phổ và bắt đầu tiến công vào Đông Đức vào tháng 2 năm 1945, và cho đến tháng 3 họ đã tiến đến gần Berlin. Mở đầu cho cuộc tiến quân vào Romania ,Chiến dịch tấn công chiến lược Iaşi–Chişinău lần thứ nhất diễn ra vào tháng 4 và tháng 5 năm 1944 đã thất bại; Chiến dịch tấn công chiến lược Iaşi–Chişinău lần thứ hai diễn ra vào tháng 8 đã thành công. Hồng quân cũng tiến sâu vào trong lãnh thổ Hungary (Chiến dịch Budapest) và miền đông Tiệp Khắc và tạm thời dừng lại ở nơi mà ngày nay là biên giới Đức - Ba Lan hiện tại trên tuyến đường Oder–Neisse. Những cuộc tiến công nhanh chóng ở Mặt trận phía Đông đã tiêu diệt các đơn vị chiến đấu tinh nhuệ khác của Đức và hạn chế nghiêm trọng khả năng về việc Quốc trưởng Hitler trong việc củng cố hệ thống phòng thủ sông Rhine. Với việc quân Đồng minh phương Tây chuẩn bị cho cuộc tiến công cuối cùng của họ vào nước Đức, chiến thắng ngày càng đến gần với phe Đồng minh.

## Lực lượng hai bên

### Quân Đồng minh
Vào đầu năm 1945, Tư lệnh Tối cao của Lực lượng Viễn chinh Đồng minh ở Mặt trận phía Tây, Tướng Dwight D. Eisenhower, nắm trong tay 73 sư đoàn ở Tây Bắc châu Âu, bao gồm 49 sư đoàn bộ binh, 20 sư đoàn thiết giáp và 4 sư đoàn không vận. Trong số 49 sư đoàn bộ binh này đa phần là các sư đoàn bộ binh Mỹ, 12 sư đoàn Anh, 8 sư đoàn Pháp, 3 sư đoàn Canada và 1 sư đoàn Ba Lan. 7 sư đoàn Mỹ khác đã đến trong tháng 2, cùng với Sư đoàn Bộ binh 5 Anh và Quân đoàn Canada I, cả hai đơn vị này đều đến từ Mặt trận Ý. Khi cuộc xâm lược nước Đức bắt đầu, Eisenhower nắm trong tay 90 sư đoàn, trong đó có 25 sư đoàn thiết giáp. Mặt trận của quân Đồng minh dọc theo sông Rhine trải dài 450 dặm (720 km) từ cửa sông ở Biển Bắc ở Hà Lan đến biên giới Thuỵ Sĩ ở phía Nam.
Lực lượng Viễn chinh Đồng minh dọc theo tuyến này được chia thành 3 Cụm Tập đoàn quân. Ở phía Bắc, từ Biển Bắc đến một địa điểm cách Cologne khoảng 10 dặm (16 km) về phía bắc, là Cụm Tập đoàn quân 21 Anh dưới quyền chỉ huy của Thống chế Bernard Montgomery. Bao gồm Tập đoàn quân 1 Canada (Harry Crerar) trấn giữ sườn trái phòng tuyến của quân Đồng minh, cùng với Tập đoàn quân 2 Anh (Miles C. Dempsey) ở trung tâm và Tập đoàn quân 9 Mỹ (William Hood Simpson). Trấn giữ tuyến giữa phòng tuyến quân Đồng minh từ sườn phải của Tập đoàn quân 9 đến một địa điểm cách Mainz khoảng 15 dặm (24 km) về phía Nam là Cụm Tập đoàn quân 12 Mỹ dưới quyền chỉ huy của Trung tướng Omar Bradley. Bao gồm Tập đoàn quân 1 Mỹ (Courtney Hodges) ở bên trái (phía bắc), Tập đoàn quân 3 Mỹ (George S. Patton) ở bên phải (phía nam) và Tập đoàn quân 15 Mỹ (Leonard T. Gerow). Hoàn thành phòng tuyến quân Đồng minh đến biên giới Thuỵ Sĩ là Cụm Tập đoàn quân 6 Mỹ dưới quyền chỉ huy của Trung tướng Jacob L. Devers, gồm Tập đoàn quân 7 Mỹ (Alexander Patch) ở phía Bắc và Tập đoàn quân 1 Pháp (Jean de Lattre de Tassigny) ở bên phải Đồng minh và cực nam.
Khi ba Cụm Tập đoàn quân này tiêu diệt các đơn vị Wehrmacht ở phía Tây sông Rhine, Eisenhower bắt đầu suy nghĩ lại về kế hoạch của mình cho cuộc tiến công cuối cùng qua sông Rhine và tiến vào trung tâm nước Đức. Ban đầu, Eisenhower lên kế hoạch tập trung các lực lượng của mình lên bờ tây sông Rhine, sử dụng con sông này như một rào cản tự nhiên để giúp bao phủ các phần không hoạt động của phòng tuyến của mình. Cuộc tiến quân chính bên ngoài sông sẽ được thực hiện ở phía Bắc bởi Cụm Tập đoàn quân 21 Anh, các đơn vị trong đó sẽ tiến về phía đông đến một địa điểm giao cắt với Tập đoàn quân 1 Mỹ khi nó thực hiện một cuộc tiến công thứ cấp về phía đông bắc từ bên dưới sông Ruhr. Nếu thành công, gọng kìm này sẽ bao vây khu công nghiệp Ruhr, triệt tiêu toàn bộ khả năng sản xuất công nghiệp của Đức Quốc xã.

### Wehrmacht (Quân đội Đức Quốc xã)
Đối mặt với quân Đồng minh là Bộ Chỉ huy phía Tây (Oberbefehlshaber West) do Thống chế Albert Kesselring, người đã tiếp quản Bộ Chỉ huy này từ Thống chế Gerd von Rundstedt vào ngày 10 tháng 3. Mặc dù Kesselring có các thành tích chiến đấu xuất xắc trên Mặt trận Ý với tư cách là một chiến lược gia phòng ngự, vị thống chế này vẫn cho rằng không có đủ nguồn lực để phòng thủ nước Đức. Trong suốt cuộc chiến ở phía Tây sông Rhine cho đến tháng 3 năm 1945, Quân đội Đức Quốc xã ở Mặt trận phía Tây đã bị giảm xuống chỉ còn 26 sư đoàn, được tổ chức thành 3 Cụm Tập đoàn quân (H, B và G). Rất ít hoặc không có sự tiếp viện nào từ Bộ Chỉ huy Tối cao Quân lực Đức (OKW) do Đức Quốc xã đang tập trung hầu hết các lực lượng để chống lại Hồng quân Liên Xô; người ta ước tính rằng có 214 sư đoàn Đức ở Mặt trận phía Đông vào tháng 4.
Vào ngày 21 tháng 3, Sở chỉ huy Cụm Tập đoàn quân H trở thành Bộ Chỉ huy Quân lực Tây Bắc (Oberbefehlshaber Nordwest) do Thống chế Ernst Busch chỉ huy thay cho Đại tướng Johannes Blaskowitz - để lãnh đạo Bộ Chỉ huy Quân lực Hà Lan (Tập đoàn quân 25) bị chia cắt tại Hà Lan. Busch - có đơn vị chủ lực chính là Tập đoàn quân Không vận 1 Đức - đã thiết lập cánh phải hệ thống phòng thủ Đức. Ở trung tâm mặt trận, bảo vệ vùng Ruhr, có Thống chế Walther Model tư lệnh Cụm Tập đoàn quân B (Tập đoàn quân 15 và Tập đoàn quân Panzer 5) và ở phía nam là Cụm Tập đoàn quân G của tướng Paul Hausser (Tập đoàn quân 7, Tập đoàn quân 1 và Tập đoàn quân 19).

## Kế hoạch của Eisenhower
Sau khi chiếm được vùng Ruhr, Eisenhower đã lên kế hoạch để Cụm Tập đoàn quân 21 Anh tiếp tục cuộc tiến quân về phía Đông qua vùng đồng bằng Bắc Đức đến Berlin. Các Cụm Tập đoàn quân 12 và 6 sẽ tiến hành một cuộc tiến công để thu hút quân Đức và làm giảm khả năng kháng cự của quân Đức ở phía Bắc nước Đức. Động lực thứ hai sẽ mang lại cho Eisenhower một mức độ linh hoạt nào đó trong trường hợp cuộc tiến công ở phía Bắc gặp khó khăn.
Vì nhiều lý do, Eisenhower bắt đầu điều chỉnh lại kế hoạch của mình vào cuối tháng 3. Đầu tiên, Sở chỉ huy của ông đã nhận được các báo cáo rằng Hồng quân Liên Xô đã chiếm giữ một đầu cầu bắc qua sông Oder, cách Berlin 30 dặm (48 km). Vì quân Đồng minh vẫn còn đóng trên sông Rhine cách Berlin hơn 300 dặm (480 km), với sông Elbe dài 200 dặm (320 km) phía trước mà quân Đồng minh buộc phải vượt qua con sông này, có vẻ như rõ ràng rằng Hồng quân Liên Xô sẽ chiếm được Berlin từ lâu trước khi quân Đồng minh có thể tiếp cận được thủ đô của Đức. Do đó, Eisenhower đã chuyển sự chú ý của mình sang các mục tiêu khác, đáng chú ý nhất là một cuộc gặp gỡ nhanh chóng với Hồng quân Liên Xô để chia cắt quân đội Đức Quốc xã ra làm đôi và ngăn chặn mọi khả năng kháng cự của quân địch. Một khi điều này được thực hiện, các lực lượng còn lại của Đức Quốc xã có thể bị đánh bại một cách dễ dàng.
Ngoài ra, còn vấn đề về việc lên kế hoạch đánh chiếm vùng Ruhr. Mặc dù vùng Ruhr được trấn giữ bởi số lượng đáng kể quân đội Đức Quốc xã và nguồn lực công nghiệp của nó vẫn đủ để duy trì bộ máy chiến tranh của Đức, tình báo Đồng minh báo cáo rằng phần lớn ngành công nghiệp vũ khí ở vùng này đang di chuyển về phía đông nam, sâu hơn vào nước Đức. Điều này làm tăng tầm quan trọng của các cuộc tấn công ở phía nam qua sông Rhine.
Cũng tập trung sự chú ý của Eisenhower vào hướng di chuyển ở phía nam là mối quan tâm về việc Đức Quốc xã đang chuẩn bị cho công cuộc "Tái thiết Quốc gia". Theo những tin đồn, những đơn vị trung thành nhất của Hitler đang chuẩn bị đào các tuyến chiến hào cuối cùng cùng với các pháo đài tự nhiên được hình thành bởi địa hình núi cao ở miền nam nước Đức và miền tây nước Áo để chuẩn bị tử thủ. Nếu họ cầm cự được một năm hoặc hơn, sự bất đồng giữa Liên Xô và các nước Đồng minh phương Tây có thể mang lại cho họ một lợi thế chính trị để giải quyết chiến tranh bằng con đường đàm phán hoà bình. Trên thực tế, vào thời điểm quân Đồng minh vượt qua sông Rhine, quân đội Đức Quốc xã đã phải hứng chịu những thất bại nặng nề ở cả Mặt trận phía Đông và Mặt trận phía Tây đến nỗi quân Đức không thể tiến hành các hoạt động trì hoãn có hiệu quả, không thể tập hợp đủ quân lực để phòng thủ. Tuy nhiên, tình báo Đồng minh lại không thể coi thường sức mạnh quân sự của người Đức cũng như về việc các đơn vị quân Đức sẽ cố gắng tử thủ đến cùng trên dãy núi Alps. Việc từ chối cơ hội này đã trở thành một khác để suy nghĩ lại về vai trò của hướng di chuyển ở phía nam qua Đức.
Có lẽ lý do thuyết phục nhất để tăng sự nhấn mạnh vào hướng di chuyển phía nam này có liên quan nhiều đến hành động của người Mỹ hơn là của người Đức. Trong khi Montgomery đang lên kế hoạch cẩn thận và thận trọng cho cuộc tiến công chính ở phía bắc, hoàn chỉnh với việc chuẩn bị một lực lượng pháo binh lớn và cuộc đổ bộ từ các đơn vị nhảy dù, còn các lực lượng Hoa Kỳ ở phía nam lại thể hiện sự hung hăng cơ bản mà Eisenhower muốn thấy. Vào ngày 7 tháng 3, Tập đoàn quân 1 Mỹ dưới quyền chỉ huy của tướng Hodges đã chiếm được cây cầu cuối cùng bắc qua sông Rhine còn nguyên vẹn tại Remagen và đều đặn mở rộng đầu cầu.
Ở phía nam trong khu vực Saar-Palatinate, Tập đoàn quân 3 của tướng Patton đã giáng một đòn chí mạng vào vào Tập đoàn quân 7 Đức và phối hợp với Tập đoàn quân 7 Mỹ, đã gần như tiêu diệt Tập đoàn quân 1 Đức. Trong năm ngày chiến đấu, từ ngày 18 đến ngày 22 tháng 3, lực lượng của Patton đã bắt sống hơn 68,000 quân Đức. Những hành động táo bạo này đã loại bỏ các vị trí phòng thủ của Đức ở phía Tây sông Rhine. Mặc dù hướng tiến công của Montgomery vẫn được lên kế hoạch là hướng tiến công chính, Eisenhower vẫn tin rằng động lực của các lực lượng Hoa Kỳ ở phía nam không nên bị lãng phí bằng cách để họ chỉ giữ phòng tuyến tại sông Rhine hoặc chỉ thực hiện các cuộc tấn công nghi binh hạn chế. Đến cuối tháng 3, Tư lệnh Tối cao Đồng minh do đó nghiêng về quyết định đặt nhiều trách nhiệm hơn cho các lực lượng phía nam của mình. Các sự kiện trong vài ngày đầu tiên của chiến dịch cuối cùng sẽ đủ để thuyết phục vị tướng này rằng đây là hành động thích hợp.

## Qúa trình chiếm đóng
Khi những người lính Đồng minh đến một thị trấn, những người lãnh đạo thị trấn và những cư dân thị trấn còn lại thường sử dụng cờ trắng, ga trải giường và khăn trải bàn để báo hiệu đầu hàng. Sĩ quan phụ trách đơn vị chiếm khu vực, điển hình là một đại đội hoặc tiểu đoàn, đã nhận trách nhiệm đối với thị trấn. Những người lính đã đăng các bản sao Tuyến bố số 1 của Tướng Eisenhower, bắt đầu bằng "Chúng tôi đến với tư cách là một đội quân chiến thắng, không phải là những kẻ áp bức." Tuyên bố yêu cầu tuân thủ tất cả các mệnh lệnh của các sĩ quan chỉ huy, thiết lập Thiết quân luật và hạn chế đi lại và tịch thu tất cả các vũ khí và thiết bị liên lạc. Sau một hoặc hai ngày, Văn phòng Chính phủ Quân sự, Hoa Kỳ (OMGUS) đã tiếp quản. Các binh sĩ trưng dụng nhà ở và không gian văn phòng khi cần thiết từ cư dân. Lúc đầu, điều này được thực hiện một cách không chính thức với những người cư ngụ bị đuổi ra khỏi nhà ngay lập tức và mang theo ít tài sản cá nhân, nhưng quy trình này đã trở thành  tiêu chuẩn hoá, với việc thông báo trước ba giờ và nhân viên OMGUS cung cấp biên lai cho nội dung của các toà nhà. Tuy nhiên, những cư dân phải di dời đã phải tự tìm nhà ở.

## Chiến dịch
Vào ngày 19 tháng 3, Eisenhower nới với Bradley rằng ra lệnh Tập đoàn quân 1 Mỹ chuẩn bị cho việc đột phá ra khỏi đầu cầu Remagen bất cứ lúc nào sau ngày 22 tháng 3. Cùng ngày, để đáp lại màn trình diễn mạnh mẽ của Tập đoàn quân 3 ở khu vực Saar-Palatinate, và để có một lực lượng mạnh khác ở bờ đông sông Rhine để bảo vệ sườn Tập đoàn quân 1, Bradley đã cho đơn vị của Patton đi trước vượt qua sông Rhine càng sớm càng tốt.
Đây chính xác là những mệnh lệnh mà tướng Patton đã hy vọng; ông cảm thấy rằng nếu một lực lượng đủ mạnh có thể qua sông và đạt được những thành tựu đáng kể, thì Eisenhower có thể chuyển giao trách nhiệm cho cuộc tiến công chính vào Đức từ Cụm Tập đoàn quân 21 Anh của Thống chế Montgomery cho Cụm Tập đoàn quân 12 Mỹ của Tướng Bradley. Patton cũng đánh giá cao cơ hội mà ông có bây giờ để đánh bại Montgomery về việc vượt qua sông Rhine và giành chiến thắng cho Tập đoàn quân 3 sự khác biệt muốn có khi thực hiện cuộc tấn công đầu tiên vượt sông Rhine trong lịch sử. Để thực hiện được điều này, ông phải nhanh chóng di chuyển đơn vị của mình.
Vào ngày 21 tháng 3, Patton ra lệnh cho Quân đoàn XII chuẩn bị cho một cuộc tấn công vượt qua sông Rhine vào đêm hôm sau, một ngày trước khi các đơn vị của Montgomery vượt sông theo lịch trình. Mặc dù đây chỉ là thông báo ngắn, nhưng bản thông báo này Quân đoàn XII lại không hề  hay biết. Ngay sau khi Patton nhận được mệnh lệnh vào ngày 19 để vượt sông, ông đã bắt đầu sử dụng các tàu đổ bộ, trang bị dựng cầu và các vật tư khác về phía trước từ các kho hàng ở Lorraine, nơi chúng được dự trữ từ mùa thu. Nhìn thấy các trang thiết bị này di chuyển lên, những người lính của Patton không cần bất kỳ mệnh lệnh nào từ Sở chỉ huy của Patton để cho họ biết ý nghĩa của nó.
Vị trí của cuộc tấn công qua sông là rất quan trọng. Patton biết rõ rằng để vượt sông là ở Mainz hoặc ngay hạ lưu, phía bắc thành phố. Sự lựa chọn là điều hiển nhiên bởi vì sông Main, chảy về phía bắc 30 dặm (48 km) về phía đông và song song với sông Rhine, rẽ về phía tây và đổ vào sông Rhine tại Mainz và một cuộc tiến công về phía nam thành phố có liên quan đến việc vượt qua hai con sông cùng một lúc. Tuy nhiên, Patton cũng nhận ra rằng quân Đức đã nhận thức được khó khăn này và sẽ mong đợi cuộc tấn công của mình ở phía bắc Mainz. Do đó, ông quyết định đến Mainz trong khi thực hiện nỗ lực thực sự của mình tại Nierstein và Oppenheim, cách thành phố 9-10 dặm (14-16 km) về phía nam. Sau cuộc tấn công chính này, mà Quân đoàn XII thực hiện, Quân đoàn VIII sẽ thực hiện các cuộc vượt sông tiếp theo để hỗ trợ tại Boppard và St. Goar, cách Mainz 25-30 dặm (40-48 km) về phía tây bắc.
Địa hình ở vùng lân cận Nierstein và Oppenheim thuận lợi cho việc hỗ trợ bằng pháo binh, với cao địa ở bờ tây nhìn ra vùng đồng bằng ở phía đông. Tuy nhiên, cùng một bờ phía đông đồng bằng có nghĩa là đầu cầu sẽ phải được gia cố nhanh chóng và mạnh mẽ và mở rộng ra ngoài dòng sông vì không có cao địa để phòng thủ đầu cầu. Tầm quan trọng của việc nhanh chóng có được một đầu cầu sâu đã được tăng lên bởi thực tế là lần đầu tiên tiếp cận với một mạng lưới đường bộ nội địa là hơn 6 dặm (9.7 km) tại thị trấn Groß-Gerau.

### Cụm Tập đoàn quân 12 Mỹ vượt qua khu vực sông Rhine (22 Tháng 3)
Vào ngày 22 tháng 3, dưới ánh trăng bầu trời đêm, các đơn vị của Sư đoàn Bộ binh 5 thuộc Quân đoàn XII thuộc Tập đoàn quân 3 đã bắt đầu vượt sông Rhine. Tại Nierstein, quân Mỹ bắt đầu tấn công mà không gặp bất kỳ sự kháng cự nào. Khi những con tàu đổ bộ đầu tiên đến bờ đông, bảy người lính Đức đã bất ngờ đầu hàng và sau đó chèo thuyền đến bờ tây để ra hàng. Tuy nhiên, ngược dòng tại Oppenheim, các nỗ lực đã không tiến hành một cách tình cờ. Làn sóng đổ bộ đầu tiên đã đi được nửa chặng đường khi quân Đức bắt đầu nổ súng vào đoàn tàu đổ bộ. Một cuộc chạm trán dữ dội kéo dài trong khoảng 30 phút khi những con tàu đổ bộ liên tục qua sông và những người lính Mỹ bắt đầu tấn công vào các cứ điểm phòng thủ mạnh nằm rải rác. Cuối cùng, quân Đức đầu hàng, và đến nửa đêm, các đơn vị di chuyển ra ngoài sông theo chiều ngang để củng cố các địa điểm vượt sông và bắt đầu tấn công vào những ngôi làng đầu tiên nằm ở ngoài sông. Quân Đức kháng cự ở khắp mọi nơi đều lẻ tẻ, và các cuộc phản công được thực hiện vội vàng nhanh chóng bị đập tan. Quân Đức thiếu cả nhân lực và trang thiết bị hạng nặng để tiến hành phòng ngự một cách quyết tâm hơn.
Đến giữa trưa ngày 23 tháng 3, cả ba trung đoàn của Sư đoàn Bộ binh 5 đều ở đầu cầu, và một trung đoàn trực thuộc từ Sư đoàn Bộ binh 90 đang vượt qua. Xe tăng và pháo chống tăng đã được chở qua cả buổi sáng, và đến tối, một cây cầu phao đã được dựng lên. Đến nửa đêm, các đơn vị bộ binh đã đẩy ranh giới của đầu cầu hơn 5 dặm (8.0 km) vào đất liền, đảm bảo thành công không đủ tiêu chuẩn của cuộc tấn công hiện đại đầu tiên vượt qua sông Rhine.
Tập đoàn quân 3 tiếp tục vượt sông theo sau Quân đoàn VIII. Vào lúc sáng sớm ngày 25 tháng 3, các đơn vị của Sư đoàn Bộ binh 87 đã vượt qua sông Rhine về phía bắc tại Boppard, và sau đó khoảng 24 giờ sau các đơn vị của Sư đoàn Bộ binh 89 đã vượt qua Boppard 8 dặm (13 km) về phía nam tại St. Goar. Mặc dù việc bảo vệ các địa điểm này có phần quyết tâm hơn so với Quân đoàn XII đã phải đối mặt, những khó khăn của các cuộc vượt sông ở Boppard và St. Goar bởi địa hình phức tạp hơn là sự kháng cự của người Đức. Các địa điểm vượt sông của Quân đoàn VIII nằm dọc theo Hẻm núi Rhine, nơi con sông đã tạo ra một vực sâu giữa hai dãy núi, tạo ra những bức tường hẻm núi cao hơn 300 feet (91 m) ở cả hai bên. Ngoài ra, tốc độ dòng chảy của con sông này là nhanh và không thể đoàn trước được. Tuy nhiên, bất chấp địa hình, hoả lực súng máy và pháo phòng không 20 mm (0.79 in), những người lính của Quân đoàn VIII đã giành được quyền kiểm soát cao địa ở bờ đông, và đến tối ngày 26 tháng 3, sức kháng cự của quân Đức dọc theo sông Rhine bị đập tan, và quân Mỹ chuẩn bị cho cuộc hành quân tiếp theo vào sáng hôm sau.

### Cụm Tập đoàn quân 21 Anh lên kế hoạch choChiến dịch Plunder
Vào đêm 23/24 tháng 3, sau cuộc tấn công của Quân đoàn XII vào sông Rhine, Bradley đã tuyên bố thành công của mình. Tư lệnh Cụm Tập đoàn quân 12 nói rằng quân Mỹ có thể vượt qua sông Rhine ở bất cứ đâu, mà không cần sự trợ giúp từ không quân và các đơn vị nhảy dù, một cú thọc trực tiếp vào Montgomery mà quân của vị thống chế này ngay lúc đó đang chuẩn bị phát động cuộc tấn công vào sông Rhine sau một đợt bắn phá và ném bom dữ dội từ không quân và pháo binh cùng với sự hỗ trợ của hai sư đoàn nhảy dù, Sư đoàn Không vận 17 Mỹ và Sư đoàn Không vận 6 Anh. Montgomery đang thể hiện cách tiếp cận tỉ mỉ và thận trọng trước những khó khăn của mình, một bài học mà ông đã học được từ rất sớm trên chiến trường Bắc Phi. Do đó, khi lực lượng của ông đã tiếp cận bờ đông của dòng sông, Montgomery đã tiến hành tích trữ vật liệu và nhân lực để chuẩn bị cho cuộc chiến. Các kế hoạch chi tiết của ông, mang tên mã là Chiến dịch Plunder, có thể sánh ngang với cuộc đổ bộ Normandy về số lượng người và mức độ trang thiết bị, vật tư và đạn dược được sử dụng. Cụm Tập đoàn quân 21 Anh có 30 sư đoàn toàn lực, 11 sư đoàn trong Tập đoàn quân 2 Anh và Tập đoàn quân 9 Mỹ và 8 sư đoàn trong Tập đoàn quân 1 Canada, đã cung cấp quân lực cho Montgomery hơn 1,250,000 người.
Chiến dịch Plunder đã huy động Tập đoàn quân 2 Anh vượt qua ba địa điểm dọc theo mặt trận của Cụm Tập đoàn quân 21 - tại Rees, Xanten và Rheinberg. Các cuộc vượt sông sẽ được bắt đầu vài tuần bằng các cuộc ném bom và pháo kích dữ dội. Một chiến dịch ném bom lớn được thực hiện bởi USAAF và RAF, còn được gọi là "Can thiệp Tây Bắc nước Đức", được thiết kế chủ yếu để phá huỷ các đường dây liên lạc và tiếp tế từ Ruhr đến với phần còn lại của Đức đã được tiến hành từ tháng 2. Mục đích là tạo ra một tuyến từ Bremen về phía nam đến Neuwied. Các mục tiêu chính là đường sắt, cầu, và trung tâm liên lạc, với trọng tâm thứ yếu là các cơ sở lọc hoá dầu và các địa điểm công nghiệp quan trọng khác. Trong ba ngày trước cuộc tấn công của Montgomery, các mục tiêu ở phía trước khu vực của Cụm Tập đoàn quân 21 và trong khu vực Ruhr ở phía đông nam đã bị tấn công bởi khoảng 11,000 phi vụ xuất kích, phong toả vùng Ruhr một cách hiệu quả trong khi giảm bớt gánh nặng cho lực lượng tấn công của ông.
Montgomery ban đầu đã lên kế hoạch đưa một quân đoàn của Tập đoàn quân 9 Mỹ vào Tập đoàn quân 2 Anh, nơi sẽ chỉ sử dụng hai trong số các sư đoàn của quân đoàn này cho cuộc tấn công ban đầu. Phần còn lại của Tập đoàn quân 9 sẽ ở lại làm lực lượng dự bị cho đến khi đầu cầu sẵn sàng cho việc di chuyển. Tư lệnh Tập đoàn quân 9, Trung tướng William Hood Simpson và Tư lệnh Tập đoàn quân 2, Trung tướng Dempsey đã ngoại lệ với cách tiếp cận này. Cả hai đều tin rằng kế hoạch này đã lãng phí sức mạnh rất lớn về nhân lực và trang thiết bị mà Tập đoàn quân 9 đã tập hợp và bỏ qua nhiều vấn đề hậu cần khi đặt các địa điểm vượt sông của Tập đoàn quân 9 trong khu vực của Tập đoàn quân 2.
Montgomery đã trả lời những lo ngại này bằng cách thực hiện một vài điều chỉnh nhỏ trong kế hoạch. Mặc dù ông từ chối tăng quy mô lực lượng vượt sông của Mỹ vượt quá hai sư đoàn, ông đồng ý giữ nó dưới sự kiểm soát của Tập đoàn quân 9 Mỹ thay vì Tập đoàn quân 2 Anh. Để tăng cường khả năng của tướng Simpson trong việc khai thác sức mạnh đơn vị của mình, Montgomery cũng đồng ý chuyển các cây cầu tại Wesel, ngay phía bắc ranh giới liên quân, sang cho Tập đoàn quân 9 sau khi đầu cầu đã được bảo vệ.
Ở khu vực cực nam của cuộc tấn công của Cụm Tập đoàn quân 21 Anh, các sư đoàn của Tập đoàn quân 9 Mỹ phải vượt qua sông Rhine dọc theo một đoạn 11 dặm (18 km) của mặt trận, phía nam Wesel và sông Lippe. Lực lượng này sẽ ngăn chặn bất kỳ một cuộc phản công nào của Đức từ Ruhr. Do hệ thống đường xá kém ở bờ đông sông Rhine, một quân đoàn thứ hai thuộc Tập đoàn quân 9 đã băng qua những cây cầu ở Wesel đã hứa qua khu vực của người Anh ở phía bắc sông Lippe, nơi có rất nhiều con đường tốt. Sau khi di chuyển về phía đông gần 100 dặm (160 km), quân đoàn này đã gặp các đơn vị của Tập đoàn quân 1 gần Paderborn, hoàn thành việc bao vây vùng Ruhr.
Một khía cạnh quan trọng khác trong kế hoạch của Montgomery là Chiến dịch Varsity, trong đó hai sư đoàn của Quân đoàn Không vận XVIII của Thiếu tướng Matthew Ridgway sẽ thực hiện một cuộc đổ bộ trên không qua sông Rhine. Theo điểm khởi đầu của lý thuyết không vận tiêu chuẩn, kêu gọi về việc đổ bộ bằng đường hàng không phía sau chiến tuyến của kẻ thù vài giờ trước cuộc tấn công vượt sông, các địa điểm nhày dù trong  chiến dịch Varsity nằm gần phía sau mặt trận của người Đức, trong tầm bắn của pháo binh. Ngoài ra, để tránh bị pháo kích từ các lực lượng pháo binh của Đồng minh, lính nhảy dù sẽ chỉ thực hiện đổ bộ sau khi lực lượng tấn công đã đến bờ đông sông Rhine. Sự khôn ngoan của việc đưa lính nhảy dù được trang bị vũ khí hạng nhẹ đến gần chiến trường chính đã được tranh luận, và kế hoạch cho các lực lượng tấn công vượt sông Rhine trước khi nhảy dù đã đặt ra câu hỏi về ích lợi của việc thực hiện một cuộc tấn công từ trên không. Tuy nhiên, Montgomery vẫn tin rằng lính nhảy dù sẽ nhanh chóng liên kết với các lực lượng tấn công đang vượt sông để tiến công, đặt lực lượng mạnh nhất tiến vào đầu cầu càng nhanh càng tốt. Sau khi đầu cầu được đảm bảo, Sư đoàn Không vận 6 Anh sẽ được chuyển sang khu vực kiểm soát của Tập đoàn quân 2, trong khi Sư đoàn Không vận 17 Mỹ sẽ quay trở lại khu vực kiểm soát của Tập đoàn quân 9.

### Thống chế Montgomery phát độngChiến dịch Plunder
Bài chi tiết: Chiến dịch Plunder
Chiến dịch Plunder bắt đầu vào buổi tối ngày 23 tháng 3 bằng các cuộc tấn công của Tập đoàn quân 2 Anh vào ba địa điểm vượt sông chính: Rees ở phía bắc, Xanten ở trung tâm và Wesel ở phía nam. Hai đơn vị sư đoàn thuộc Tập đoàn quân 9 được giao nhiệm vụ tập trung tấn công ở khu vực Rheinberg phía nam Wesel. Tại địa điểm vượt sông ở phía bắc, các đơn vị của Quân đoàn XXX Anh bắt đầu cuộc tấn công (Chiến dịch Turnscrew) vào khoảng 21:00, nhằm dụ quân Đức ra khỏi các ngã đường chính tại Xanten ở trung tâm và Rheinberg ở phía nam. Những đợt tấn công ban đầu vượt qua sông một cách nhanh chóng và chỉ gặp phải sức kháng cự yếu ớt. Trong khi đó, Chiến dịch Widgeon bắt đầu cách Wesel 2 dặm (3.2 km) về phía bắc khi Lữ đoàn Commando 1 của Tập đoàn quân 2 vượt qua sông và chờ đợi các lực lượng khác trong vòng 1 dặm (1.6 km) từ thành phố trong khi nó bị phá huỷ bởi một nghìn tấn bom được thả xuống bởi các máy bay RAF. Lúc vào ban đêm họ đã tiến vào thành phố, các đơn vị Commando đã bảo vệ thành phố vào cuối buổi sáng ngày 24 tháng 3, mặc dù các cuộc kháng cự rải rác của quân Đức vẫn tiếp diễn cho đến bình minh ngày 25. Quân đoàn XII thuộc Tập đoàn quân 2 và Quân đoàn XVI thuộc Tập đoàn quân 9 bắt đầu các nỗ lực vượt sông chính vào khoảng 2:00 ngày 24 tháng 3, sau một đợt bắn phá dọn đường bằng không quân và pháo binh.
Đối với cuộc vượt sông của quân Mỹ, tướng Simpson đã chọn các đơn vị kỳ cựu của mình là Sư đoàn Bộ binh 30 và 79 thuộc Quân đoàn XVI. Sư đoàn 30 đã vượt qua giữa Wesel và Rheinberg. Trong lực lượng dự bị là Sư đoàn Thiết giáp 8 thuộc Quân đoàn XVI, và các Sư đoàn Bộ binh 35 và 75, cũng như Quân đoàn XIII và XIX của Tập đoàn quân 9, mỗi quân đoàn có ba sư đoàn. Simpson đã lên kế hoạch cam kết Quân đoàn XIX vượt sông càng sớm càng tốt sau khi đầu cầu được bảo vệ, sử dụng Quân đoàn XIII để giữ sông Rhine ở phía nam của các địa điểm vượt sông.
Sau một tiếng chuẩn bị pháo binh cực kỳ căng thẳng, mà chính Eisenhower nhìn từ mặt trận, Sư đoàn Bộ binh 30 bắt đầu cuộc tấn công. Hoả lực pháo binh rất hiệu quả và đúng lúc hoàn hảo đến nỗi các tiểu đoàn tấn công chỉ đơn giản là lái những con thuyền đổ bộ vượt qua sông và tuyên bố hầu như không có sức kháng cự nào ở bờ đông. Khi các đợt đổ bộ tiếp theo diễn ra, các đơn vị đã tản ra tiến vào những ngôi làng đầu tiên vượt ra ngoài dòng sông và chỉ gặp phải sức kháng cự yếu ớt. Một giờ sau, vào lúc 03:00, Sư đoàn Bộ binh 79 bắt đầu vượt thượng nguồn con sông, đạt được nhiều kết quả tương tự. Khi các trang thiết bị nặng hơn được đưa qua sông Rhine, cả hai sư đoàn bắt đầu tiến về phía đông, xâm nhập 3-6 dặm (7.8-9.7 km) vào phòng tuyến của người Đức trong ngày hôm đó.
Ở phía bắc, các cuộc vượt sông của người Anh đã diễn ra tốt đẹp, với các lực lượng trên bộ và trên không đã liên kết với nhau khi hoàng hôn buông xuống. Đến lúc đó, lính nhảy dù đã hoàn thành tất cả các mục tiêu của mình trong ngày đầu tiên cùng với việc 3,500 quân Đức bị bắt làm tù binh.
Ở phía nam, việc phát hiện ra một khoảng trống phòng thủ trước Sư đoàn Bộ binh 30 đã nuôi hy vọng rằng một cuộc đột phá toàn diện sẽ có thể xảy ra vào ngày 25 tháng 3. Khi các cuộc tấn công bị hạn chế gây ra ít phản ứng vào sáng ngày 25, Sư đoàn trưởng, Thiếu tướng Leland Hobbs đã thành lập hai lực lượng đặc nhiệm để thực hiện các cuộc đột nhập với mục đích công phá hoàn toàn phòng tuyến và tiến sâu vào hậu phương của người Đức. Tuy nhiên, Hobbs lại không tính đến đầy đủ hệ thống đường bộ gần như không tồn tại trước đầu cầu của Quân đoàn XVI. Đối mặt với việc cố gắng tiến nhanh qua khu rừng rậm rạp trên những con đường đất rải rác và những con đường mòn lầy lội, có thể được bảo vệ mạnh mẽ bởi một vài người lính có ý chí kiên cường và những chốt chặn được thiết lập tốt, lực lượng đặc nhiệm chỉ tiến khoảng 2 dặm (3,2 km) vào ngày 25. Ngày hôm sau, họ đã tiến được thêm vài dặm, và một người thậm chí đã bắt được mục tiêu của nó, tổng cộng họ tiến chiếm được 6 dặm (9.7 km), nhưng tiến độ hạn chế đã buộc Hobbs phải từ bỏ hy vọng về một cuộc đột phá nhanh chóng.
Ngoài những tuyến đường xấu, những nỗ lực đột phá của Sư đoàn Bộ binh 30 bị cản trở bởi Sư đoàn Panzer 116 Đức. Đơn vị mạnh duy nhất còn lại đã hứa rằng chống lại các cuộc vượt sông của quân Đồng minh ở phía bắc, Sư đoàn 116 bắt đầu di chuyển về phía nam từ biên giới Đức-Hà Lan vào ngày 25 tháng 3 chống lại mối đe doạ mà người Đức coi là nguy hiểm nhất, Tập đoàn quân 9 Mỹ. Đơn vị thiết giáp địch bắt đầu làm cho sự hiện diện của nó cảm thấy gần như ngay lập tức, và đến cuối ngày 26 tháng 3, cuộc tấn công của sư đoàn Panzer kết hợp với địa hình gồ ghề đã cản trở cuộc tiến công của Sư đoàn Bộ binh 30. Với việc Sư đoàn Bộ binh 79 gặp phải sức kháng cự quyết liệt ở phía nam, không còn cách nào khác tướng Simpson buộc phải đưa một số lực lượng của mình đang ở bờ tây sông Rhine tham gia cuộc tiến công. Cuối ngày 26 tháng 3, Sư đoàn Thiết giáp 8 bắt đầu di chuyển qua đầu cầu. Mặc dù sư đoàn thiết giáp đã củng cố khả năng tiến công của mình tại đầu cầu, Simpson quan tâm nhiều hơn đến việc gửi Quân đoàn XIX qua các cây cầu ở Wesel, như Montgomery đã đồng ý, và sử dụng các con đường tốt hơn ở phía bắc Lippe để bọc sườn quân địch trước Sư đoàn 30. Không may, vì áp lực của quân Đức ở phía bắc của đầu cầu của Tập đoàn quân 2, người Anh đã gặp khó khăn trong việc hoàn thành các cây cầu của họ tại Xanten và do đó, đã đưa hầu hết các tuyến giao thông của họ qua các cây cầu tại Wesel. Với việc Montgomery đồng ý cho phép Tập đoàn quân 9 sử dụng các cây cầu ở Wesel chỉ trong vòng 24 giờ, và với hệ thống giao thông đường bộ ở phía bắc Lippe thuộc quyền kiểm soát của Tập đoàn quân 2, tướng Simpson không thể tập trung đầy đủ lực lượng để cơ động nhanh chóng vào bên sườn.

### Cụm Tập đoàn quân 6 Mỹ vượt qua khu vực sông Rhine (26 Tháng 3)
Thảm hoạ của quân Đức vẫn chưa dừng lại, Cụm Tập đoàn quân 6 đã thực hiện một cuộc tấn công vượt qua sông Rhine vào ngày 26 tháng 3. Tại Worms, cách Mainz khoảng 25 dặm (40 km) về phía nam, Quân đoàn XV thuộc Tập đoàn quân 7 đã thiết lập một đầu cầu, được củng cố với vai trò phía nam của đầu cầu của Tập đoàn quân 3 vào sáng sớm ngày hôm sau. Sau khi vượt qua được sức kháng cự mạnh mẽ ban đầu, Quân đoàn XV bắt đầu tiến ra ngoài sông Rhine, gặp phải sức kháng cự mạnh mẽ từ các cứ điểm nhỏ của quân Đức nằm ở các ngôi làng ven đường.

### Cụm Tập đoàn quân B Đức bị bao vây tại Ruhr (1 Tháng 4)
Đến ngày 28 tháng 3, Sư đoàn Thiết giáp 8 đã mở rộng đầu cầu chỉ khoảng 3 dặm (4.8 km) và vẫn chưa đến được thị trấn Dorsten, một thị trấn chỉ cách sông Rhine khoảng 15 dặm (24 km) về phía đông, nơi có ngã ba đường hứa hẹn sẽ mở rộng cuộc tiến công của Quân đoàn XVI. Tuy nhiên cùng ngày, Montgomery thông báo rằng những con đường ở hướng đông ra khỏi Wesel sẽ được chuyển giao cho Tập đoàn quân 9 vào ngày 30 tháng 3 với những cây cầu ở sông Rhine dẫn vào thành phố đã đổi chủ một ngày sau đó. Cũng trong ngày 28 tháng 3, các đơn vị thuộc Sư đoàn Không vận 17 Mỹ hoạt động ở phía bắc sông Lippe kết hợp với lực lượng thiết giáp Anh - đã lao đến một địa điểm cách Wesel khoảng 30 dặm (48 km) về phía đông, nhằm mở ra một hành lang cho Quân đoàn XIX và dễ dàng vượt qua Dorsten và quân địch ở phía nam. Simpson giờ đây có cả cơ hội và phương tiện để phát huy sức mạnh của Tập đoàn quân 9 và bắt đầu một cách nghiêm túc cuộc tiến quân ở phía bắc để bao vây vùng Ruhr.
Simpson bắt đầu cho các đơn vị của Sư đoàn Thiết giáp 2 thuộc Quân đoàn XIX di chuyển qua đầu cầu của Quân đoàn XVI vào ngày 28 tháng 3 với mệnh lệnh là phải vượt qua Lippe phía đông Wesel, do đó tránh được tình trạng kẹt xe ở thành phố. Sau khi đi qua phía bắc Lippe vào ngày 29 tháng 3, Sư đoàn Thiết giáp 2 bắt đầu tiến công vào đêm khuy hôm đó từ các vị trí tiền phương mà Quân đoàn Không vận XVIII đã thiết lập xung quanh Haltern, cách Dorsten 12 dặm (19 km) về phía đông bắc. Vào ngày 30 và ngày 31, Sư đoàn Thiết giáp 2 đã di chuyển 40 dặm (64 km) không bị gián đoạn về phía đông đến Beckum, cắt đứt hai trong số ba tuyến đường sắt còn lại của vùng Ruhr và cắt đứt tuyến đường cao tốc đến Berlin. Khi phần còn lại của Quân đoàn XIX nhảy vào sau cuộc tấn công đầy ngoạn mục này, Tập đoàn quân 1 đang hoàn thành cuộc tiến công của mình ở xung quanh rìa phía nam và phía đông của Ruhr.
Tập đoàn quân 1 di chuyển từ đầu cầu Remagen bắt đầu bằng một cuộc đột phá trước bình minh ngày 25 tháng 3. Thống chế Đức Walter Model, tư lệnh Cụm Tập đoàn quân B chịu trách nhiệm bảo vệ vùng Ruhr, đã triển khai lực lượng của mình dọc theo phía đông-tây sông Sieg phía nam Cologne, nghĩ rằng quân Mỹ sẽ tấn công trực tiếp về phía bắc từ đầu cầu Remagen. Thay vào đó, Tập đoàn quân 1 tấn công về phía đông, hướng đến Giessen và sông Lahn, cách Remagen 65 dặm (105 km), trước khi quay về phía bắc về phía Paderborn và liên kết với Tập đoàn quân 9. Cả ba quân đoàn của Tập đoàn quân 1 đều tham gia cuộc đột phá, trong ngày đầu tiên sử dụng năm sư đoàn bộ binh và hai sư đoàn thiết giáp. Quân đoàn VII Mỹ, ở bên trái, đã gặp khó khăn nhất do sự tập trung lực lượng của Đức ở phía bắc đầu cầu, nhưng các đơn vị thiết giáp của nó đã cố gắng tiến 12 dặm (19 km) vượt quá đường khởi hành của họ. Quân đoàn III Mỹ, ở trung tâm, đã không sử dụng các đơn vị thiết giáp của mình trong ngày đầu tiên của cuộc đột phá, nhưng vẫn đạt được 4 dặm (6.4 km). Quân đoàn V Mỹ ở bên phải tiến 5-8 dặm (8.0-12.9 km), chỉ gây thương vong tối thiểu.
Bắt đầu từ ngày hôm sau, ngày 26 tháng 3, các sư đoàn thiết giáp của cả ba quân đoàn này đã biến những chiến thắng ban đầu này thành một cuộc đột phá hoàn toàn, đập tan mọi sức kháng cự và tự do di chuyển trong các khu vực hậu phương của người Đức. Đến cuối ngày 28 tháng 3, Tập đoàn quân 1 của Tướng Hodges đã vượt qua Lahn, đã di chuyển ít nhất 50 dặm (80 km) vượt ra ngoài đường lúc xuất phát, bắt sống hàng ngàn quân Đức trong quá trình này. Dường như không có nơi nào mà người Đức có thể chống lại cuộc tiến công mạnh mẽ của quân Đồng minh. Vào ngày 29 tháng 3, Tập đoàn quân 1 quay về phía Paderborn, cách Giessen khoảng 80 dặm (130 km) về phía bắc, sườn phải của nó được bảo vệ bỏi Tập đoàn quân 3, vốn đã thoát ra khỏi đầu cầu của chính nó và hướng về phía đông bắc về phía Kassel.
Một lực lượng đặc nhiệm thuộc Sư đoàn Thiết giáp 3 thuộc Quân đoàn VII, bao gồm một số xe tăng hạng nặng mới là M26 Pershing, đã dẫn đầu cuộc tấn công vào Paderborn vào ngày 29 tháng 3. Bằng cách đưa một Trung đoàn bộ binh thuộc Sư đoàn Bộ binh 104 vào sư đoàn thiết giáp và theo sát cuộc tiến công với phần còn lại của Sư đoàn 104, Quân đoàn VII đã chuẩn bị kỹ lưỡng để trấn giữ bất kỳ vùng đất nào mà họ chiếm được. Tiến về phía bắc 45 dặm (72 km) mà không có thương vong nào, lực lượng cơ động dừng lại trong đêm cách mục tiêu 15 dặm (24 km). Tiếp nhận cuộc tiến công một lần nữa vào ngày hôm sau, ngay lập tức họ đã vấp phải sức kháng cự mạnh mẽ từ các học sinh sĩ quan của trường đào tạo sĩ quan Panzer SS nằm gần Paderborn. Được trang bị khoảng 60 xe tăng, các học sinh sĩ quan đã tiến hành một cuộc kháng cự mạnh mẽ, khiến cho các lực lượng thiết giáp Mỹ không thể tiếp tục cuộc tiến công. Khi lực lượng đặc nhiệm không thể tiến lên vào ngày 31 tháng 3, Thiếu tướng J. Lawton Collins, Quân đoàn trưởng Quân đoàn VII, đã hỏi tướng Simpson rằng liệu Tập đoàn quân 9 của ông, di chuyển về phía đông bắc, có thể hỗ trợ cho lực lượng đặc nhiệm này hay không. Simpson đã ra lệnh cho Sư đoàn Thiết giáp 2 chỉ huy cuộc chiến đấu, vừa đến Beckum, thực hiện cuộc tiến công dài 15 dặm (24 km) về phía đông nam đến Lippstadt, nằm giữa Beckum và mũi tiến công của Sư đoàn Thiết giáp 3 đang bị đình trệ. Đầu giờ chiều ngày 1 tháng 4, các đơn vị của Sư đoàn Thiết giáp 2 và 3 đã gặp nhau tại Lippstadt, liên kết với Tập đoàn quân 9 và 1, bao vây hoàn toàn khu công nghiệp ở vùng Ruhr, cùng với Cụm Tập đoàn quân B, bên trong phòng tuyến của quân Mỹ.
Đến tháng 4, cuộc tiến công ở phía đông sông Rhine tiến triển theo đúng kế hoạch đã đề ra. Tất cả các lực lượng được giao nhiệm vụ vượt qua sông Rhine đều đã có mặt ở bờ đông sông Rhine, bao gồm Tập đoàn quân 1 Canada ở phía bắc, đã gửi một sư đoàn của mình tiến qua đầu cầu của người Anh tại Rees, và Tập đoàn quân 1 Pháp ở phía nam, vào ngày 31 tháng 3 đã thiết lập đầu cầu của họ bằng cách vượt qua cuộc tấn công tại Germersheim và Speyer, cách Mainz khoảng 50 dặm (80 km) về phía nam. Với những cuộc công kích đó được thực hiện bên ngoài sông Rhine gần như mỗi ngày và khả năng chống lại sức kháng cự ngày càng yếu đi của kẻ địch với tốc độ tiến quân ngày càng nhanh, chiến dịch tiêu diệt Đức Quốc xã chuyển sang thành một cuộc truy đuổi.
Ở trung tâm phòng tuyến của quân Đồng minh, Eisenhower đã đưa Tập đoàn quân 15, dưới quyền chỉ huy của Cụm Tập đoàn quân 12 Mỹ để giữ rìa phía tây của Túi Ruhr dọc theo sông Rhine trong khi Tập đoàn quân 9 và 1 tiến hành bao vây các lực lượng còn lại của Đức ở đó từ phía bắc, phía đông và phía nam. Sau khi vùng Ruhr bị cô lập, Tập đoàn quân 15 sẽ được giao nhiệm vụ tiêu diệt Túi Ruhr và chiếm đóng vùng Ruhr khi Tập đoàn quân 9, 1 và 3 tiến sâu vào bên trong lãnh thổ nước Đức.

### Eisenhower chuyển cuộc công kích chính của mình cho Cụm Tập đoàn quân 12 Mỹ
Vào ngày 28 tháng 3, khi những diến biến của chiến dịch đang diễn ra, Eisenhower tuyên bố quyết định điều chỉnh kế hoạch tiến công trong tương lai. Khi Ruhr bị bao vây, ông muốn Tập đoàn quân 9 được thuyên chuyển từ Cụm Tập đoàn quân 21 Anh sang Cụm Tập đoàn quân 12 Mỹ. Sau khi rút khỏi Túi Ruhr, hướng công kích chính về phía đông sẽ được thực hiện bởi Cụm Tập đoàn quân 12 của Tướng Bradley ở trung tâm, thay vì được thực hiện bởi Cụm Tập đoàn quân 21 của Thống chế Montgomery ở phía bắc theo như kế hoạch ban đầu được vạch ra. Lực lượng của Montgomery phải bảo vệ sườn phía bắc của Bradley trong khi Cụm Tập đoàn quân 6 của Tướng Devers bảo vệ sườn phía nam. Hơn nữa, mục tiêu chính giờ đây không còn là Berlin nữa, mà là Leipzig, nơi mà thời điểm Hồng quân Liên Xô sẽ chia cắt các lực lượng còn lại của Đức. Một khi điều này được thực hiện, Cụm Tập đoàn quân 21 sẽ chiếm được Lübeck và Wismar nằm trên bờ biển Baltic, chia cắt các lực lượng còn lại của Đức ở bán đảo Jutland của Đan Mạch, trong khi Cụm Tập đoàn quân 6 Mỹ và Tập đoàn quân 3 tiến về phía nam nước Áo.
Thủ tướng Anh cùng Tham mưu trưởng của mình phản đối quyết liệt về bản kế hoạch mới này. Bất chấp về việc Hồng quân Liên Xô đã đến gần Berlin, họ lập luận rằng thành phố vẫn là một mục tiêu chính trị quan trọng, nếu không phải là quân sự. Eisenhower cùng với Tham mưu trưởng Hoa Kỳ không đồng ý với lập luận này. Mục tiêu quan trọng nhất của ông lúc này là một chiến thắng quân sự nhanh chóng. Nếu giới lãnh đạo chính trị Hoa Kỳ chỉ đạo ông chiếm Berlin, hoặc nếu một tình huống phát sinh trong đó việc chiếm thủ đô Berlin là cần thiết, Eisenhower sẽ thực hiện điều đó. Nếu không, ông sẽ theo đuổi mục tiêu là kết thúc chiến tranh càng nhanh càng tốt. Ngoài ra, vì Berlin và phần phía đông nước Đức đã bị chia thành các khu vực chiếm đóng bởi đại diện chính phủ của các nước Đồng minh trong Hội nghị Yalta, Eisenhower không thấy lợi thế chính trị trong cuộc chạy đua giành Berlin. Bất kỳ nền tảng nào mà quân Đồng minh giành được trong khu vực chiếm đóng của Xô Viết trong tương lai sẽ chỉ được nhường lại cho Liên Xô sau chiến tranh. Cuối cùng, chiến dịch vẫn được diễn ra theo đúng như kế hoạch của Eisenhower.

### Qúet sạch Túi Ruhr (18 tháng 4)
Bước đầu tiên trong việc thực hiện kế hoạch của Eisenhower là tiêu diệt Túi Ruhr. Ngay cả trước khi cuộc bao vây được hoàn tất, quân Đức ở Ruhr đã bắt đầu thực hiện các nỗ lực đột phá về phía đông. Tất cả những nỗ lực đó đều bị đẩy lùi do sự áp đảo về số lượng của quân Đồng minh. Trong khi đó, Tập đoàn quân 9 và 1 bắt đầu chuẩn bị tập trung tấn công vào bằng cách sử dụng hai hướng đông-tây ở Ruhr làm đường ranh giới. Quân đoàn XVI thuộc Tập đoàn quân 9, đã chiếm được một vị trí phía bắc vùng Ruhr, sẽ được hỗ trợ trong cuộc tấn công về phía nam bởi hai sư đoàn của Quân đoàn XIX, phần còn lại sẽ tiếp tục tiến về phía đông cùng với Quân đoàn XIII. Ở phía nam vùng Ruhr, cuộc tấn công về phía bắc của Tập đoàn quân 1 sẽ được thực hiện bởi Quân đoàn Không vận XVIII, đã được cử đến cho tướng Hodges sau Chiến dịch Varsity, và Quân đoàn III, cùng với Quân đoàn V và VII của Tập đoàn quân 1 tiếp tục tiến công về phía đông. Khu vực của Tập đoàn quân 9 ở Túi Ruhr, mặc dù chỉ bằng khoảng 1/3 diện tích của khu vực của Tập đoàn quân 1 ở phía nam, nhưng lại là nơi chứa phần lớn khu công nghiệp đô thị hoá dày đặc trong vòng vây. Mặt khác, khu vực kiểm soát của Tập đoàn quân 1 bao gồm địa hình gồ ghề, nhiều rừng rậm cùng với hệ thống đường xá kém.
Đến ngày 1 tháng 4, khi cái bẫy khép lại xung quanh người Đức ở Ruhr, số phận của họ đã được định đoạt. Chỉ trong vài ngày, tất cả bọn họ (chỉ quân Đức) sẽ bị tiêu diệt. Vào ngày 4 tháng 4, là ngày chuyển giao quyền chỉ huy cho Bradley, Tập đoàn quân 9 bắt đầu cuộc tấn công về phía nam sông Ruhr. Ở phía nam, Quân đoàn III thuộc Tập đoàn quân 1 đã phát động cuộc tấn công vào Tập đoàn quân Panzer 5 và Quân đoàn Không vận XVIII đã tham gia cuộc tấn công vào Tập đoàn quân 6, cả hai đều tiến về phía bắc. Sức kháng cự của quân Đức ban đầu khá quyết liệt, nhưng sau đó bị giảm xuống nhanh chóng. Đến ngày 13 tháng 4, Tập đoàn quân 9 đã quét sạch hoàn toàn phần phía bắc của túi, trong khi các đơn vị của Sư đoàn Bộ binh 8 thuộc Quân đoàn Không vận XVIII đã đến bờ phía nam của Ruhr, chia cắt phần phía nam của Túi Ruhr ra làm hai. Hàng ngàn quân Đức bị bắt mỗi ngày; từ ngày 16 đến ngày 18 tháng 4, khi mọi sức kháng cự đều bị đập tan và các đơn vị còn lại của Cụm Tập đoàn quân B Đức chính thức đầu hàng, các lực lượng còn lại của Đức trên khắp khu vực đều ra hàng hàng loạt. Tư lệnh Cụm Tập đoàn quân B, Thống chế Walther Model đã tự sát vào ngày 21 tháng 4.
Số lượng tù binh cuối cùng bị bắt ở Ruhr lên tới 325,000 người, vượt xa mọi điều dự đoàn của người Mỹ. Các chỉ huy chiến thuật vội vàng bao vây những cánh đồng trống khổng lồ bằng dây thép gai nhằm tạo ra các trại tù binh tạm thời, nơi mà các tù binh chờ đợi chiến tranh kết thúc và có thể về nhà. Giống như các binh sĩ Đức bị bắt làm tù binh, hàng chục nghìn người lao động bị cưỡng bức được giải phóng và các tù binh chiến tranh Đồng minh làm tăng thêm sự quá tải hệ thống hậu cần của Mỹ.

### Cụm Tập đoàn quân 12 Mỹ chuẩn bị cho cuộc công kích cuối cùng
Trong khi đó, các lực lượng còn lại của Đồng minh ở phía bắc, phía nam và phía đông của Ruhr đã điều chỉnh phòng tuyến của họ để chuẩn bị cho cuộc tiến công cuối cùng qua Đức. Theo ý tưởng mới, Cụm Tập đoàn quân 12 Mỹ của tướng Bradley sẽ là động lực chính, với Tập đoàn quân 1 của Hodges ở trung tâm hướng về phía đông khoảng 130 dặm (210 km) về phía thành phố Leipzig và sông Elbe. Ở phía bắc, Quân đoàn XIX và XIII thuộc Tập đoàn quân 9 cũng sẽ di chuyển đến Elbe, về phía Magdeburg, cách Leipzig khoảng 65 dặm (105 km) về phía bắc, mặc dù tư lệnh Tập đoàn quân 9, Tướng Simpson, hy vọng rằng ông sẽ được phép tiến quân đến tận Berlin. Về phía nam, Tập đoàn quân 3 của Patton sẽ di chuyển về phía đông đến Chemnitz, cách Leipzig khoảng 40 dặm (64 km) về phía đông nam, nhưng lại rất ngắn so với Elbe, và sau đó rẽ về phía đông nam tiến đến Áo. Đồng thời, Cụm Tập đoàn quân 6 Mỹ của Tướng Devers sẽ di chuyển về phía nam qua Bavaria và Rừng Đen đến Áo và dãy Alps, chấm dứt mọi mối đe doạ của bất kỳ chiến hào cuối cùng nào của Đức Quốc xã ở đó.
Vào ngày 4 tháng 4, khi nó tạm dừng để cho phép phần còn lại của Cụm Tập đoàn quân 12 Mỹ theo kịp, Tập đoàn quân 3 đã thực hiện hai khám phá đáng chú ý. Gần thị trấn Merkers, các đơn vị của Sư đoàn Bộ binh 90 đã tìm thấy một mỏ muối kín chứa một phần lớn quốc khố của Đức. Kho dự trữ này bao gồm một lượng lớn tiền giấy của Đức, những bức bích hoạ, đống đồ trang sức bằng vàng và bạc và đồ gia dụng bị cướp phá, và ước tính số tiền vàng và tiền xu trị giá 250,000,000 USD của các quốc gia khác nhau. Nhưng phát hiện khác của Tập đoàn quân 3 vào ngày 4 tháng 4 đã khiến những người lính thấy kinh hoàng và tức giận khi nhìn thấy nó. Khi Sư đoàn Thiết giáp 4 và các đơn vị của Sư đoàn Bộ binh 89 chiếm đuọc thị trấn nhỏ Ohrdruf, cách Gotha vài dặm về phía nam, họ đã tìm thấy một trại tập trung đầu tiên do quân Đồng minh phương Tây chiếm giữ.

### Cụm Tập đoàn quân 12 Mỹ tiến vào khu vực sông Elbe (9 Tháng 4)
Việc tạm dừng tiến công vào ngày 4 tháng 4 trong cuộc tiến công của Tập đoàn quân 3 cho phép các đơn vị khác dưới quyền chỉ huy của Bradley tiến đến sông Leine, cách Paderborn khoảng 50 dặm (80 km) về phía đông. Do đó, cả ba Tập đoàn quân của Cụm Tập đoàn quân 12 Mỹ đều ở trong một tuyến bắc-nam khá đồng đều, cho phép họ tiến ngang hàng với nhau đến Elbe. Đến ngày 9 tháng 4, cả Tập đoàn quân 9 và 1 đã chiếm được các đầu cầu bắc qua Leine, khiến Bradley ra lệnh tiến về phía đông không hạn chế. Vào sáng ngày 10 tháng 4, cuộc tiến quân của Cụm Tập đoàn quân 12 Mỹ đến Elbe đã bắt đầu một cách nghiêm túc.
Sông Elbe là mục tiêu chính thức về phía đông, nhưng nhiều chỉ huy Mỹ vẫn để mắt đến Berlin. Đến tối ngày 11 tháng 4, các đơn vị của Sư đoàn Thiết giáp 2 của Tập đoàn quân 9 - dường như có ý định chứng minh lực lượng của họ có thể dễ dàng giành được chiến thắng - đã tiến 73 dặm (117 km) để đến Elbe phía đông namMagdeburg, chỉ cách thủ đô Đức 50 dặm (80 km). Vào ngày 12 tháng 4, các đơn vị khác của Tập đoàn quân 9 đã đến được Elbe và đến ngày hôm sau đã ở bờ đối diện hy vọng chờ đợi sự cho phép để di chuyển đến Berlin. Nhưng hai ngày sau, vào ngày 15 tháng 4, họ đã phải từ bỏ hy vọng. Eisenhower đã gửi cho Bradley lời cuối cùng của mình về vấn đề này: Tập đoàn quân 9 sẽ ở lại - sẽ không có nỗ lực nào để chiếm Berlin. Simpson sau đó đã chuyển mục tiêu của mình sang việc tiêu diệt các ổ kháng chiến địa phương.
Ở hướng trung tâm của Cụm Tập đoàn quân 12 Mỹ, Tập đoàn quân 1 của Hodges phải đối mặt với sự kháng cự mạnh hơn, mặc dù cuộc kháng cự này không làm hầu như không làm chậm tốc độ tiến quân. Khi lực lượng này tiếp cận Leipzig, cách Magdeburg khoảng 60 dặm (97 km) về phía nam và cách sông Mulde 15 dặm (24 km), Tập đoàn quân 1 đã gặp phải một trong số ít các ổ kháng chiến có tổ chức còn lại. Tại đây, người Đức đã thiết lập mạng lưới hoả lực chống trả dày đặc từ các khẩu pháo phòng không để chống lại bộ binh Mỹ với những tác động tàn phá. Thông qua sự kết hợp từ các hoạt động di chuyển bên sườn và các cuộc tấn công ban đêm, Tập đoàn quân 1 đã có thể tiêu diệt hoặc vượt qua các khẩu pháo, cuối cùng tiến quân vào Leipzig, nơi chính thức đầu hàng vào sáng ngày 20 tháng 4. Đến cuối ngày, các đơn vị đã chiếm Leipzig gia nhập phần còn lại của Tập đoàn quân 1 trên sông Mulde, nơi nó đã lệnh dừng lại.
Trong khi đó, ở sườn phía nam của Cụm Tập đoàn quân 12 Mỹ, Tập đoàn quân 3 đã tiến lên phía trước, di chuyển 30 dặm (48 km) về phía đông để chiếm Erfurt và Weimar, và sau đó, đến ngày 12 tháng 4, thêm 30 dặm (48 km) vượt qua khu vực chiến trường cũ của Trận Jena-Auerstedt diễn ra vào năm 1806. Vào ngày hôm đó, Eisenhower đã chỉ thị cho Tướng Patton tạm thời cho Tập đoàn quân 3 dừng lại tại sông Mulde, cách khoảng 10 dặm (16 km) so với mục tiêu ban đầu của nó, Chemnitz. Sự thay đổi này là kết quả của một thoả thuận giữa giới lãnh đạo quân sự Mỹ và Liên Xô dựa trên sự cần thiết phải thiết lập một đường địa lý dễ nhận biết để tránh các cuộc đụng độ ngẫu nhiên giữa các lực lượng Đồng minh  và Liên Xô. Tuy nhiên, khi Tập đoàn quân 3 bắt đầu kéo đến Mulde vào ngày 13 tháng 4, Quân đoàn XII - lực lượng ở cực nam của Patton - tiếp tục di chuyển về phía đông nam cùng với Cụm Tập đoàn quân 6 Mỹ để dọn sạch miền nam nước Đức và tiến vào Áo. Sau khi chiếm Coburg, cách Erfurt khoảng 50 dặm (80 km) về phía nam, vào ngày 11 tháng 4, Quân đoàn XII đã chiếm được Bayreuth, cách 35 dặm (56 km) về phía đông nam, vào ngày 14 tháng 4.
Như trường hợp trong suốt chiến dịch, khả năng chiến đấu của người Đức là lẻ tẻ và không thể đoàn trước được trong quá trình di chuyển đến phòng tuyến Elbe–Mulde. Một số khu vực được bảo vệ kiên cố trong khi ở những khu vực khác, sự kháng cự ít hơn và yếu hơn và ngay sau đó là ra hàng. Bằng cách gửi các đơn vị thiết giáp làm mũi nhọn xung quanh các khu vực tranh chấp gay gắt, cô lập chúng để giảm bớt sức kháng cự bởi các đợt xung phong của bộ binh, lực lượng của Eisenhower đã duy trì đà tiến về phía đông. Một lực lượng kháng cự của Đức gồm 70,000 người tại dãy núi Harz - cách Erfurt 40 dặm (64 km) về phía bắc - đã bị vô hiệu hoá theo cách này, cũng như tại các thị trấn Erfurt, Jena, và Leipzig.

### Tập đoàn quân 1 Mỹ có cuộc gặp gỡ đầu tiên với Hồng quân Liên Xô đang tiến công (25 Tháng 4)
Mọi đơn vị dọc theo phòng tuyến Elbe-Mulde đều lo lắng trở thành đơn vị đầu tiên gặp Hồng quân. Đến tuần cuối cùng của tháng 4, ai cũng biết rằng Hồng quân Liên Xô đã ở gần, và hàng chục cuộc tuần tra của Mỹ nhằm thăm dò bên ngoài bờ đông sông Mulde với một hy vọng duy nhất là được gặp gỡ những người lính Liên Xô. Các đơn vị của Quân đoàn V thuộc Tập đoàn quân 1 đã có cuộc gặp gỡ đầu tiên. Vào lúc 11:30 ngày 25 tháng 4, một đội tuần tra nhỏ từ Sư đoàn Bộ binh 69 đã gặp một chiến xĩ Xô Viết đơn độc ở làng Leckwitz. Một số cuộc tuần tra khác từ Sư đoàn 69 đã có những cuộc chạm trán tương tự vào cuối ngày hôm đó, và vào ngày 26 tháng 4, Sư đoàn trưởng Sư đoàn 69, Thiếu tướng Emil F. Reinhardt, đã gặp Thiếu tướng Vladimir Rusakov thuộc Sư đoàn Súng trường Cận vệ 58 Liên Xô tại Torgau trong buổi lễ gặp gỡ chính thức đầu tiên.
Ngày 25 tháng 4 ngày nay được biết đến là Ngày Elbe.

### Cụm Tập đoàn quân 6 Mỹ hướng đến Áo
Trong khi Cụm Tập đoàn quân 12 Mỹ thực hiện cuộc công kích về phía đông, Cụm Tập đoàn quân 6 Mỹ của Tướng Dever ở phía nam có nhiệm vụ kép là bảo vệ sườn bên phải Cụm Tập đoàn quân 12 Mỹ và loại bỏ bất kỳ nỗ lực kháng cự nào của Đức để có chỗ đứng cuối cùng trên dãy Alps ở miền nam nước Đức và miền tây nước Áo. Để hoàn thành cả hai mục tiêu trên, Tập đoàn quân 7 của Tướng Patch ở bên trái phải tạo ra một vòng cung lớn, đầu tiên di chuyển về phía đông bắc cùng với bên sườn của Bradley, sau đó quay về phía nam cùng với Tập đoàn quân 3 để đánh chiếm Nuremberg và Munich, cuối cùng tiếp tục tiến vào nước Áo. Tập đoàn quân 1 Pháp, dưới quyền chỉ huy của Đại tướng Tassigny, đã tấn công về phía nam và đông nam, đánh chiếm Stuttgart trước khi di chuyển đến biên giới Thuỵ Sĩ và tiến vào nước Áo.
Ban đầu, sự chống cự của người Đức trong khu vực của Cụm Tập đoàn quân 6 Mỹ mạnh hơn trong khu vực của Cụm Tập đoàn quân 12 Mỹ. Các lực lượng Đức Quốc xã ở đó chỉ đơn giản là ít sự rối loạn hơn so với các lực lượng ở phía bắc. Tuy nhiên, Tập đoàn quân 7 đã thoát khỏi đầu cầu Rhine, ngay phía nam Frankfurt, vào ngày 28 tháng 3, đã sử dụng các đơn vị của ba quân đoàn - là Quân đoàn XV ở phía bắc, Quân đoàn XXI ở trung tâm, và Quân đoàn VI ở phía nam. Sư đoàn Bộ binh 45 thuộc Quân đoàn XV đã chiến đấu trong sáu ngày trước khi chiếm được thành phố Aschaffenburg, cách sông Rhine 35 dặm (56 km) về phía đông, vào ngày 3 tháng 4. Ở phía nam, các đơn vị của Quân đoàn VI đã gặp phải sức kháng cự dữ dội bất ngờ tại Heilbronn, cách 40 dặm (64 km) vào trong hậu phương Đức. Bất chấp một lực lượng thiết giáp rộng để bao bọc hệ thống phòng thủ của kẻ thù, phải mất chín ngày chiến đấu căng thẳng quân Mỹ mới kiểm soát được Heilbronn. Tuy nhiên, đến ngày 11 tháng 4, Tập đoàn quân 7 đã thâm nhập sâu vào hệ thống phòng thủ của Đức, đặc biệt là ở phía bắc, và sẵn sàng bắt đầu di chuyển về phía đông nam và nam. Do đó, vào ngày 15 tháng 4 khi Eisenhower ra lệnh cho Tập đoàn quân 3 của Tướng Patton di chuyển về phía đông nam xuống thung lũng sông Danube đến Linz, và về phía nam đến Salzburg và miền trung nước Áo, ông cũng chỉ thị cho Cụm Tập đoàn quân 6 Mỹ thực hiện nhiệm vụ tương tự vào miền nam nước Đức và miền tây nước Áo.
Tiến dọc theo trục mới này, Tập đoàn quân 7 ở bên trái nhanh chóng tràn vào Bamberg, cách sông Rhine hơn 100 dặm (160 km) về phía đông, trên đường đến Nuremberg, cách khoảng 30 dặm (48 km) về phía nam. Khi lực lượng của họ đến Nuremberg vào ngày 16 tháng 4, Tập đoàn quân 7 đã gặp phải cùng một kiểu phòng thủ bằng pháo phòng không mà Tập đoàn quân 1 đang phải đối mặt tại Leipzig. Chỉ đến ngày 20 tháng 4, sau khi đập tan hệ thống phòng thủ bằng pháo phòng không và những cuộc chiến đấu giành giật từng ngôi nhà ở thành phố, Tập đoàn quân 7 mới kiểm soát được Nuremberg.
Sau khi chiếm được Nuremberg, Tập đoàn quân 7 đã phát hiện ra rất ít sự kháng cự khi Sư đoàn Thiết giáp 12 thuộc Quân đoàn XXI lao 50 dặm (80 km) đến sông Danube, vượt qua con sông vào ngày 22 tháng 4, vài ngày sau đó là phần còn lại của quân đoàn và Quân đoàn XV.(49)
Trong khi đó, cánh phải của Tập đoàn quân 7, Quân đoàn VI đã di chuyển về phía đông nam cùng với Tập đoàn quân 1 Pháp. Trong một cuộc bao vây kép, quân Pháp đã chiếm được Stuttgart vào ngày 21 tháng 4, và đến ngày hôm sau, cả quân Pháp và Quân đoàn VI đều đã có mặt tại sông Danube. Tương tự, Tập đoàn quân 3 ở bên sườn trái của Cụm Tập đoàn quân 6 Mỹ đã nhanh chóng tiến lên và gặp phải rất ít sự kháng cự, các đơn vị dẫn đầu của nó đã đến con sông vào ngày 24 tháng 4.
Khi Cụm Tập đoàn quân 6 Mỹ và Tập đoàn quân 3 hoàn thành việc bình định miền nam nước Đức và tiến cận Áo, hầu hết các nhà quan sát, Đồng minh và Đức, đều biết rõ rằng chiến tranh sắp kết thúc. Nhiều thị trấn đã treo cờ trắng đầu hàng để tránh việc bị quân Đồng minh huỷ diệt mà những người chống lại phải chịu, trong khi hàng nghìn lính Đức ra hàng, đôi khi là cả một đơn vị.

### Quân Mỹ tại hai mặt trận Đức và Ý liên kết với nhau (4 Tháng 5)
Vào ngày 30 tháng 4, các đơn vị của Tập đoàn quân 7 là Quân đoàn XV và XXI đã chiếm được Munich, cách sông Danube 30 dặm (48 km) về phía nam, trong khi các đơn vị đầu tiên của Quân đoàn VI đã tiến vào Áo hai ngày trước đó. Vào ngày 4 tháng 5, Quân đoàn V và Quân đoàn XII của Tập đoàn quân 3 tiến vào Tiệp Khắc, và các đơn vị của Quân đoàn VI đã có cuộc gặp gỡ các đơn vị của Tập đoàn quân 5 Mỹ của Trung tướng Lucian Truscott ở biên giới nước Ý, nối liền giữa hai mặt trận châu Âu và Địa Trung Hải lại với nhau. Cũng trong ngày 4 tháng 5, sau một sự thay đổi trong ranh giới liên quân đặt tại Salzburg vào khu vực của Tập đoàn quân 7, thành phố đó đã đầu hàng trước các đơn vị của Quân đoàn XV. Quân đoàn XV đã chiếm được Berchtesgaden, một thị trấn có thể là sở chỉ huy của Hitler trong việc "Tái thiết quốc gia". Tuy nhiên, với việc tất cả các tuyến đường đến dãy Alps đều đã bị phong toả, sẽ không có sự thay thế cuối cùng nào ở Áo hay bất kỳ nơi nào khác. Trong một vài ngày tới, chiến tranh tại châu Âu sẽ chấm dứt.

### Cụm Tập đoàn quân 21 Anh vượt qua khu vực sông Elbe (29 Tháng 4)
Trong khi quân Đồng minh ở phía nam hành quân đến dãy Alps, Cụm Tập đoàn quân 21 đã di chuyển về phía bắc và đông bắc. Cánh phải của Tập đoàn quân 2 Anh đã đến Elbe về phía đông nam Hamburg vào ngày 19 tháng 4. Cánh trái của đơn vị này đã chiến đấu trong vòng một tuần để chiếm Bremen, vốn đã thất thủ vào ngày 26 tháng 4. Vào ngày 29 tháng 4, quân Anh đã thực hiện một cuộc tấn công vượt qua sông Elbe, được hỗ trợ bởi Quân đoàn Không vận XVIII mới được tập hợp gần đây vào ngày hôm sau. Đầu cầu được mở rộng nhanh chóng, và đến ngày 2 tháng 5, Lübeck và Wismar, cách con sông 40-50 dặm (64-80 km), nằm trong tay quân Đồng minh, phong toả các lực lượng quân sự Đức ở bán đảo Jutland.
Bên cánh trái Cụm Tập đoàn quân 21, một quân đoàn thuộc Tập đoàn quân 1 Canada đã đến Biển Bắc gần biên giới Hà Lan-Đức vào ngày 16 tháng 4, trong khi một quân đoàn khác tiến quân qua miền trung Hà Lan, khiến các lực lượng quân sự Đức tại quốc gia này bị mắc kẹt. Tuy nhiên, những lo ngại rằng về việc bỏ qua các lực lượng quân Đức tại đây sẽ gây ra một nạn đói tiếp theo ở Hà Lan, nên Eisenhower đã đạt được một thoả thuận với các chỉ huy Đức tại Hà Lan về việc cho phép các máy bay Đồng minh thả lương thực xuống để đổi lấy một lệnh ngừng bắn cục bộ trên chiến trường. Các đợt tiếp tế lương thực từ trên không xuống, bắt đầu vào ngày 29 tháng 4, đánh dấu cho sự khởi đầu của một nỗ lực to lớn để đưa châu Âu bị chiến tranh tàn phá trở lại với nhau một lần nữa.
Vào ngày 6 tháng 5, Sư đoàn Thiết giáp 1 Ba Lan đã chiếm được căn cứ hải quân của Đức ở Wilhelmshaven, nơi mà Tướng Maczek quyết định đưa toàn bộ pháo đài, căn cứ Hạm đội Đông Frisian và hơn 10 sư đoàn bộ binh ra đầu hàng.

### Cuộc tiến quân cuối cùng của Quân Đồng minh
Bài chi tiết: Chạy đua giành Berlin
Lực lượng của Tướng Eisenhower đã phải đối mặt với sự kháng cự mạnh mẽ đến quyết liệt khi họ tiến về phía Berlin, nằm cách vị trí của họ 200 km (120 dặm) vào đầu tháng 4 năm 1945. Thủ tướng Anh, Winston Churchill, kêu gọi Eisenhower tiếp tục cuộc tiến công về phía Berlin của Cụm Tập đoàn quân 21 dưới quyền chỉ huy của Thống chế Montgomery với ý định đánh chiếm thành phố. Ngay cả tướng Patton cũng đồng ý với Churchill rằng ông nên ra lệnh tấn công thành phố vì quân của Montgomery có thể đến Berlin trong vòng ba ngày. Người Anh và người Mỹ đã dự tính về một chiến dịch đổ bộ từ trên không trước cuộc tấn công. Trong Chiến dịch Eclipse, Sư đoàn Không vận 17, Sư đoàn Không vận 82, Sư đoàn Không vận 101, và một lữ đoàn Anh đã chiếm giữ các sân bay Tempelhof, Rangsdorf, Gatow, Staaken, và Oranienburg. Tại Berlin, tổ chức kháng chiến Reichsbanner đã xác định các khu vực đổ bộ có thể có cho lính nhảy dù Đồng minh và lên kế hoạch hướng dẫn họ vượt qua hệ thống phòng thủ của Đức để tiến vào thành phố.
Tuy nhiên sau khi Tướng Omar Bradley cảnh báo rằng việc chiếm được một thành phố nằm trong khu vực kiểm soát của Liên Xô mà họ nhận được trong Hội nghị Yalta có thể khiến 100,000 người thương vong, đến ngày 15 tháng 4 Eisenhower ra lệnh cho tất cả lực lượng của mình phải dừng lại khi họ tiến đến khu vực sông Elbe và Mulde, do đó các mũi tiến công bị buộc phải dừng lại trong khi chiến sự tiếp tục diễn ra trong ba tuần nữa. Sau đó, Cụm Tập đoàn quân 21 được lệnh di chuyển về phía đông bắc hướng đến Bremen và Hamburg. Trong khi đó, Tập đoàn quân 9 và 1 Mỹ giữ vững các vị trí của họ từ Magdeburg qua Leipzig cho đến miền tây Tiệp Khắc, Eisenhower đã ra lệnh cho ba Tập đoàn quân dã chiến của Đồng minh (Tập đoàn quân 1 Pháp, Tập đoàn quân 7 và 3 Mỹ) tiến vào đông nam nước Đức và Áo. Tiến công từ miền bắc nước Ý, Tập đoàn quân 8 Anh đã tiến đến biên giới Nam Tư để đánh bại các lực lượng quân Đức còn lại tại đây. Điều này sau đó gây ra một số xích mích với các lực lượng Nam Tư, đặc biệt là xung quanh Trieste.

### Đức Quốc xã đầu hàng (8 Tháng 5)
Cho đến cuối tháng 4, sự diệt vong của nền Đệ Tam Đế chế Đức chỉ tính bằng từng ngày. Trong số các vùng đất vẫn còn nằm dưới sự kiểm soát của Đức Quốc xã, hầu như không có vùng đất nào thực sự có quân Đức ở Đức. Với việc con đường trốn thoát về phía nam bị cắt đứt bởi cuộc tiến quân về phía đông của Cụm Tập đoàn quân 12 và Berlin bị Hồng quân Liên Xô bao vây, Hitler đã tự sát vào ngày 30 tháng 4, để lại quyền lãnh đạo đất nước cho Đại Đô đốc Karl Dönitz, và quyết định đầu hàng. Sau khi cố gắng đạt được một thoả thuận theo đó ông sẽ chỉ đầu hàng các nước Đồng minh phương Tây, một đề xuất tóm tắt bị từ chối vào ngày 7 tháng 5, Dönitz đã cho phép đại diện của mình, Alfred Jodl, thực hiện một cuộc đầu hàng trên tất cả các mặt trận. Các tài liệu thích hợp đã được ký kết cùng ngày và có hiệu lực vào ngày 8 tháng 5. Bất chấp sự kháng cự từ một vài đơn vị bị cô lập, chiến tranh tại châu Âu đã chấm dứt.

## Phân tích
Đầu năm 1945, chiến thắng của quân Đồng minh tại châu Âu là điều không thể tránh khỏi. Sau khi đánh cược khả năng phòng thủ của nước Đức trong tương lai trong cuộc tiến công Ardennes và thất bại, Hitler đã không còn sức mạnh thực sự để ngăn chặn quân Đồng minh. Đồng minh phương Tây vẫn phải tiếp tục chiến đấu, thường là cay đắng, để giành chiến thắng. Ngay cả khi tình hình vô vọng của Đức trở nên rõ ràng, Hitler vẫn không thừa nhận sự thất bại. Chỉ khi pháo binh Liên Xô nã pháo vào thủ đô Berlin, ông mới bắt đầu nhận thức được kết quả cuối cùng.
Việc vượt qua sông Rhine, bao vây và chia cắt vùng Ruhr, và cuộc càn quét đến phòng tuyến Elbe–Mulde và dãy Alps đều thiết lập chiến dịch cuối cùng ở Mặt trận phía Tây như là một minh chứng cho sự vượt trội của các nước Đồng minh phương Tây so với người Đức trong chiến tranh cơ động. Dựa trên kinh nghiệm có được trong chiến dịch ở Normandy và cuộc tiến công của quân Đồng minh từ Paris đến sông Rhine, các nước Đồng minh phương Tây đã chứng minh được rằng họ có khả năng tiếp thu những bài học trong quá khứ. Bằng cách đưa các đơn vị bộ binh cơ giới vào các sư đoàn thiết giáp, họ đã tạo ra một sự kết hợp giữa sức mạnh và khả năng cơ động phục vụ tốt cho họ trong việc theo đuổi chiến tranh thông qua Đức. Chìa khoá cho nỗ lực này là sự hỗ trợ hậu cần đã giữ cho các lực lượng này được thúc đẩy và quyết tâm duy trì đà tiến lên bằng mọi giá. Những lực lượng cơ động này đã tạo ra các cuộc công kích lớn để cô lập các túi của quân đội Đức, vốn đã được bộ binh dọn sạch ở phía sau. Đồng minh phương Tây nhanh chóng làm hao mòn sức kháng cự còn lại.
Về phần mình, những người lính Đức bị bắt thường tuyên bố rằng ấn tượng nhất trong đời họ không phải là thiết giáp hay bộ binh Mỹ mà là pháo binh. Họ thường nhận xét về độ chính xác và sự nhanh chóng của việc xác định mục tiêu - và đặc biệt là số lượng đạn pháo được sử dụng.
Nhìn lại, rất ít quyết định đáng ngờ được đưa ra có liên quan đến chiến dịch. Ví dụ, Patton đã có thể thực hiện một chuyến vượt sông Rhine ban đầu của mình ở phía bắc Mainz và tránh được những tổn thất phát sinh khi vượt qua Main. Xa hơn về phía bắc, các cuộc đổ bộ trên không trong Chiến dịch Plunder để hỗ trọ cho việc Cụm Tập đoàn quân 21 vượt sông Rhine có lẽ không đáng để mạo hiểm. Nhưng những quyết định này được đưa ra một cách thiện chí và ít ảnh hưởng đến kết quả cuối cùng của chiến dịch. Nhìn chung, các kế hoạch của Đồng minh phương Tây là tuyệt vời như được chứng minh bằng cách họ đạt được mục tiêu của mình nhanh như thế nào.

## Danh sách các trận đánh
- Chiến dịch Undertone

- Chiến dịch Plunder
  - Chiến dịch Varsity
- Trận chiến Túi Ruhr
- Trận Kassel
- Trận Heilbronn
- Chiến dịch Amherst
- Trận Nuremberg
- Trận Hamburg
- Trận Lâu đài Itter

## Di sản
Một số nhà lãnh đạo chính trị Đức đã mô tả cuộc xâm lược là "giải phóng", bao gồm Tổng thống Richard von Weizsäcker năm 1985 và Thủ tướng Angela Merkel năm 2019. Theo Chicago Tribune, "trong nhiều thập kỉ, thái độ của người Đức đối với cuộc chiến đã phát triển từ cảm giác thất bại sang một thứ gì đó phức tạp hơn nhiều".